# Stefan Nilsson
Mats Stefan Nilsson (Trelleborg, 12 de agosto de 1990) es un deportista sueco que compite en tiro, en la modalidad de tiro al plato.
Ganó tres medallas en el Campeonato Europeo de Tiro entre los años 2017 y 2022. En los Juegos Europeos consiguió dos medallas, plata en Bakú 2015 y oro en Minsk 2019, ambas en la prueba de skeet.
Participó en tres Juegos Olímpicos de Verano, entre los años 2012 y 2020, ocupando el sexto lugar en Río de Janeiro 2016, en la prueba de skeet.

## Palmarés internacional
| Juegos Europeos    | Juegos Europeos     | Juegos Europeos   | Juegos Europeos |
| Año                | Lugar               | Medalla           | Prueba          |
| ------------------ | ------------------- | ----------------- | --------------- |
| 2015               | Bakú (Azerbaiyán)   | Medalla de plata  | Skeet           |
| 2019               | Minsk (Bielorrusia) | Medalla de oro    | Skeet           |
| Campeonato Europeo |                     |                   |                 |
| Año                | Lugar               | Medalla           | Prueba          |
| 2017               | Bakú (Azerbaiyán)   | Medalla de bronce | Skeet           |
| 2021               | Osijek (Croacia)    | Medalla de oro    | Skeet mixto     |
| 2022               | Lárnaca (Chipre)    | Medalla de bronce | Skeet mixto     |